# King Gordy
Waverly W. Alford III (Detroit, 18 de agosto de 1977), mais conhecido pelo seu nome artístico King Gordy (Rei Gordy), é um rapper norte americano. Ele começou sua carreira na cena do rap em 2000. É mais conhecido por seu álbum de 2003 "The Entity" no filme de 2002, 8 Mile. Este seu álbum tem sido considerado o seu melhor trabalho da cena do hip-hop americano, porque foi produzido por Eminem e com o selo Web Entertainment. Outro de seus álbuns mais populares é "Xerxes The God-King", também um álbum Web Entertainment. Gordy também tem aparecido em quase uma dúzia de vídeos de música em participações especiais.
Além de sua carreira no hip hop, Gordy aparece no filme 8 Mile, estrelado por Eminem, como o personagem "Big O".

## Discografia

### Álbuns
- 2003 – The Entity
- 2006 – King of Horrorcore
- 2007 – Van Dyke and Harper Music
- 2007 – Cobain's Diary
- 2008 – The Great American Weed Smoker
- 2009 – King of Horrorcore II
- 2010 – Xerxes The God-King
- 2011 – King Gordy Sings the Blues